# Pseudomonardia communis
Pseudomonardia communis är en tvåvingeart som beskrevs av Jaschhof 2003. Pseudomonardia communis ingår i släktet Pseudomonardia och familjen gallmyggor. Inga underarter finns listade i Catalogue of Life.